# يوليان أولبريشت
يوليان أولبريشت (بالألمانية: Julian Ulbricht)‏ هو لاعب كرة قدم ألماني، ولد في 6 يونيو 1999 في هامبورغ في ألمانيا. لعب مع نادي إدمونتون ونادي يورك يونايتد.

## وصلات خارجية
- جوليان أولبريشت على موقع قاعدة بيانات كرة القدم.إي يو (الإنجليزية)
- جوليان أولبريشت على موقع Soccerway.com (الإنجليزية)
- جوليان أولبريشت على موقع عالم كرة القدم.نت (الإنجليزية)